# 2018년 영화
다음은 2018년 영화에 대한 정보이다. 이 해에 개봉된 영화와 주요 박스오피스, 영화제 등을 기재한다.

## 박스오피스
2018년 내에 개봉된 영화를 대상으로 한 전 세계 박스오피스 순위는 다음과 같다.
| 순위 | 제목                              | 배급사       | 전 세계 수익   |
| ---- | --------------------------------- | ------------ | -------------- |
| 1    | 어벤져스: 인피니티 워             | 디즈니       | $2,048,359,754 |
| 2    | 블랙 팬서                         | 디즈니       | $1,346,913,161 |
| 3    | 쥬라기 월드: 폴른 킹덤            | 유니버셜     | $1,309,484,461 |
| 4    | 인크레더블 2                      | 디즈니       | $1,242,805,359 |
| 5    | 아쿠아맨                          | 20세기 폭스  | $733,919,836   |
| 6    | 보헤미안 랩소디                   | 20세기 폭스  | $903,655,259   |
| 7    | 베놈                              | 소니         | $855,013,954   |
| 8    | 미션 임파서블: 폴아웃             | 파라마운트   | $791,115,104   |
| 9    | 데드풀 2                          | 20세기 폭스  | $785,046,920   |
| 10   | 신비한 동물들과 그린델왈드의 범죄 | 워너브라더스 | $538,700,660   |

이 중에서 <어벤져스: 인피니티 워>는 전세계 수익으로 20억 달러를 넘기면서 역대 네번째로 20억대 수익 돌파라는 기록을 세운 동시에, 영화 역사상 네번째로 많은 수익을 거둔 영화로 남게 되었다. 그 뒤를 이어 <블랙 팬서>, <쥬라기 월드: 폴른 킹덤>, <인크레더블 2>, <아쿠아맨>이 10억 달러를 돌파하였고, 역대 흥행 순위에서 9위, 12위, 15위, 20위에 자리하게 되었다. <인크레더블 2>는 그와 동시에 극장판 애니메이션 역사상 두번째로 많은 수익을 거둔 작품이 되었다.
10위권에 오른 영화는 모두 미국 영화로, 디즈니가 3편, 워너브라더스와 20세기 폭스가 2편, 유니버셜과 파라마운트, 소니가 각각 1편씩 배급을 맡았다.

### 대한민국
2018년 대한민국 내에서 개봉한 영화를 대상으로 한 대한민국 박스오피스 순위이다. 위쪽 순위와는 달리 대한민국 개봉일 기준으로 2018년 내에 개봉한 영화를 등재하며, 기준일은 1월 1일부터 12월 31일까지다.
《신과함께: 죄와 벌》, 《신과함께: 인과 연》, 《어벤져스: 인피니티 워》가 천만 관객 돌파 영화에 등극했다. <신과함께: 죄와 벌>은 2017년 연말에 개봉하여 2018년 첫 천만영화로 등극함과 동시에 이 해 박스오피스 5위를 차지하였다. <신과함께: 인과 연>의 경우 1,200만 관객을 돌파해 올해 박스오피스 관객수 1위에 올랐으며, 뒤를 이은 <어벤져스: 인피니티 워>는 1,100만 관객을 동했다. 올해의 천만 영화 세 작품은 모두 시리즈물로 기획된 작품이기도 했다.
2018년 박스오피스 10위권 영화 중에서 여섯 편이나 등극할 정도로 외화의 강세가 두드러졌으며, 한국 영화는 신과함께 시리즈를 제외하면 최고 관객수 흥행규모가 500만 명대에 머물렀다.
| 순위 | 제목                   | 매출액 (원)     | 관객수 (명) |
| ---- | ---------------------- | --------------- | ----------- |
| 1    | 신과함께: 인과 연      | 102,666,146,909 | 12,274,996  |
| 2    | 어벤져스: 인피니티 워  | 99,926,399,769  | 11,212,710  |
| 3    | 보헤미안 랩소디        | 80,010,440,345  | 9,224,582   |
| 4    | 미션 임파서블: 폴아웃  | 55,888,375,112  | 6,584,915   |
| 5    | 신과함께: 죄와 벌      | 47,355,583,705  | 5,872,007   |
| 6    | 쥬라기 월드: 폴른 킹덤 | 49,770,711,037  | 5,661,128   |
| 7    | 앤트맨과 와스프        | 47,468,053,685  | 5,448,134   |
| 8    | 안시성                 | 46,335,334,026  | 5,440,186   |
| 9    | 블랙 팬서              | 45,885,123,957  | 5,399,227   |
| 10   | 완벽한 타인            | 44,350,807,074  | 5,293,435   |

## 이벤트
영화상
- 1월 7일 : 제75회 골든 글로브상
- 1월 21일 : 제24회 미국 배우 조합상
- 2월 18일 : 제71회 영국 아카데미상
- 3월 2일 : 제43회 세자르상
- 3월 4일 : 제90회 아카데미상
- 5월 3일 : 제54회 백상예술대상
- 10월 22일 : 제55회 대종상
- 11월 23일 : 제39회 청룡영화상
- 12월 15일 : 제31회 유럽 영화상

영화제
- 1분기
  - 1월 18일 ~ 28일 : 2018 선댄스 영화제
  - 2월 15일 ~ 25일 : 제68회 베를린 영화제
  - 2월 22일 ~ 25일 : 제7회 마리끌레르 영화제
  - 3월 9일 ~ 17일: 2018 SXSW 영화제

- 2분기
  - 4월 18일 ~ 29일: 2018 트라이베카 영화제
  - 5월 3일 ~ 9일 : 제19회 전주 국제 영화제
  - 5월 9일 ~ 20일 : 제71회 칸 영화제[3]

- 3분기
  - 7월 12일 ~ 22일 : 제22회 부천국제판타스틱영화제[4]
  - 8월 9일 ~ 14일 : 제14회 제천국제음악영화제
  - 8월 29일 ~ 9월 8일 : 제75회 베네치아 영화제
  - 8월 31일 ~ 9월 3일 : 제45회 텔류라이드 영화제
  - 9월 6일 ~ 16일 : 제43회 토론토 국제 영화제
  - 9월 28일 ~ 10월 14일 : 제56회 뉴욕 영화제

- 4분기
  - 10월 4일 ~ 13일 : 제23회 부산국제영화제[5]
  - 10월 10일 ~ 21일 : 제62회 BFI 런던 영화제
  - 10월 25일 ~ 11월 3일 : 제31회 도쿄국제영화제
  - 11월 8일 ~ 15일 : 2018 AFI 페스트

## 2018년 개봉작

### 외국 영화
국내 영화가 아닌 수입 영화들의 목록이다. 개봉일은 역시 대한민국 기준이며, 대한민국 내에서 개봉한 영화들만을 다룬다. 국내 개봉과 상관없이 전세계에서 2018년에 개봉된 영화를 보고 싶다면 관련 분류를 참고.
1월
- 3일
  - 《쥬만지: 새로운 세계》 ( 미국)
  - 《페르디난드》 ( 미국)
- 4일
  - 《굿타임》 ( 미국)
  - 《아오 오니》 ( 일본)
  - 《하이 스트렁》 ( 미국)
- 10일
  - 《맨 오브 저스티스》 ( 미국)
- 11일
  - 《다운사이징》 ( 미국)
  - 《렌델: 어둠의 기사》 ( 핀란드)
  - 《마이 펫 다이노소어》 ( 오스트레일리아)
  - 《쏘아올린 불꽃, 밑에서 볼까? 옆에서 볼까?》 ( 일본)
- 12일
  - 《바스킨》 ( 튀르키예)
- 16일
  - 《럭키 스티프》 ( 미국)
- 17일
  - 《22년 후의 고백》 ( 일본)
  - 《다키스트 아워》 ( 영국)
  - 《메이즈 러너: 데스 큐어》 ( 미국)
- 18일
  - 《리틀 뱀파이어 3D》 ( 독일)
  - 《삼생삼세 십리도화》 ( 중국)
  - 《서바이벌 패밀리》 ( 일본)
  - 《아름다운 별》 ( 일본)
  - 《앤트로포이드》 ( 영국)
  - 《주문은 토끼입니까? ~디어 마이 시스터~》 ( 일본)
- 23일
  - 《퀸 크랩》 ( 미국)
- 24일
  - 《그녀는 거짓말을 너무 사랑해》 ( 일본)
  - 《레이크피어2: 더 스웜프》 ( 미국)
  - 《엘에이 문라이트》 ( 미국)
  - 《커뮤터》 (미국·영국)
- 25일
  - 《레더페이스》 ( 미국)
  - 《룸 이스케이프》 ( 미국)
  - 《맨헌트》 ( 중국)
  - 《숨바꼭질: 겟 아웃》 ( 미국)
  - 《식스 빌로우》 ( 미국)
  - 《원더 휠》 ( 미국)
  - 《콜로니: 인류 최후의 날》 ( 영국)
  - 《쿵푸몽키》 ( 중국)
  - 《탠저린》 ( 미국)
  - 《팜스윙스 스와핑클럽》 ( 미국)
  - 《하우스 오브 데스》 ( 미국)
- 31일
  - 《12 솔져스》 ( 미국)
  - 《9/11》 ( 미국)
  - 《새벽을 알리는 루의 노래》 ( 일본)
  - 《익스큐터: 더 파이널》 ( 미국)
  - 《인시디어스4: 라스트 키》 ( 미국)
  - 《포르토》 ( 프랑스)

2월
- 1일
  - 《금의위: 혈지도》 ( 중국)
  - 《뉴욕 갱스터》 ( 미국)
  - 《더 히어로》 ( 중국)
  - 《마야2》 ( 독일)
  - 《비밀애》 ( 일본)
  - 《아기돼지 3형제와 쿵푸랜드》 ( 중국)
  - 《올 더 머니》 ( 미국)
  - 《패왕화 스페셜 포스》 ( 홍콩)
- 2일
  - 《블러드 골드: 트레저 헌터》 ( 미국)
  - 《완벽한 망상》 ( 미국)
  - 《터미네이터 사이보그》 ( 미국)
- 6일
  - 《이스케이프 플랜: 코드네임 제로》 ( 미국)
- 7일
  - 《더 포리너》 ( 영국)
  - 《프리 스테이트》 ( 미국)
- 8일
  - 《겨울왕국의 무민》 ( 핀란드)
  - 《방콕 크리미널》 ( 태국)
  - 《베러 와치 아웃》 ( 오스트레일리아)
  - 《아이 엠 낫 유어 니그로》 ( 프랑스)
  - 《액트 오브 워》 ( 미국)
  - 《오직 사랑뿐》 ( 미국)
  - 《타임 러쉬》 ( 미국)
  - 《타임트랩 워》 ( 캐나다)
  - 《패딩턴 2》 (  영국·프랑스)
- 9일
  - 《산의 톰씨》 ( 일본)
- 10일
  - 《뉴저지 사이코킬러》 ( 미국)
- 12일
  - 《인 서클》 ( 영국)
- 13일
  - 《더 러버스》 (   벨기에·인도·호주)
  - 《더 하우스: 악령의 집》 ( 프랑스)
  - 《어쩌다 암살클럽》 ( 헝가리)
  - 《킬러의 보이프렌드》 ( 미국)
- 14일
  - 《라스트 로빈후드》 ( 우크라이나)
  - 《명탐정 코난: 감벽의 관》 ( 일본)
  - 《무림9대문파 - 호골대화》 ( 중국)
  - 《블랙 팬서》 ( 미국)
  - 《섹션제로2 - 블랙스쿼드》 ( 프랑스)
  - 《트래쉬 파이어》 ( 미국)
- 14일
  - 《샤크네이도 스톰》 ( 미국)
- 21일
  - 《50가지 그림자: 해방》 ( 미국)
  - 《에이리언 지구대침공》 ( 미국)
  - 《프리랜서스》 ( 미국)
- 22일
  - 《거대 불개미의 습격》 ( 영국)
  - 《댄싱 베토벤》 ( 스페인  스페인·스위스)
  - 《반딧불이 딘딘》 ( 중국)
  - 《세번째 밤》 ( 오스트레일리아)
  - 《셰이프 오브 워터: 사랑의 모양》 ( 미국)
  - 《소림사: 고수의 길》 ( 중국)
  - 《언프리티 소셜 스타》 ( 미국)
  - 《월요일이 사라졌다》 (    영국·미국·프랑스·벨기에)
  - 《지구: 놀라운 하루》 ( 영국)
- 28일
  - 《아인》 ( 일본)
  - 《나미야 잡화점의 기적》 ( 일본)
  - 《더 포스트》 ( 미국)
  - 《레드 스패로》 ( 미국)
  - 《언프렌디드: 위험한 채팅》 ( 미국)
  - 《치하야후루 상편》 ( 일본)
  - 《치하야후루 하편》 ( 일본)
  - 《탱크 독》 ( 미국)
  - 《펭이와 친구들의 남극대모험》 ( 중국)

3월
- 1일
  - 《위자 엑소시즘》 ( 미국)
  - 《장고 인 멜로디》 ( 프랑스)
  - 《펭귄-위대한 모험 2》 ( 프랑스)
- 2일
  - 《마이애미 드라이버》 ( 미국)
- 7일
  - 《디노타샤 어드벤처》 ( 미국)
  - 《온리 더 브레이브》 ( 미국)
  - 《플로리다 프로젝트》 ( 미국)
- 8일
  - 《나라타주》 ( 일본)
  - 《아이, 토냐》 ( 미국)
  - 《악셀》 ( 중국)
  - 《탐정 당인: 차이나타운 살인사건》 ( 중국)
  - 《툼 레이더》 ( 미국)
  - 《행성탈출: 최후의 전쟁》 ( 영국)
  - 《흑마술사》 ( 말레이시아)
- 8일
  - 《13일의 금요일: 더 파이널》 ( 미국)
  - 《걸스 나잇》 ( 미국)
  - 《삼인행: 생존 게임》 ( 홍콩)
  - 《회사에 손해를 끼친 여직원》 ( 일본)
- 14일
  - 《로건 럭키》 ( 미국)
  - 《스크램블》 ( 미국)
  - 《허리케인 하이스트》 ( 미국)
- 15일
  - 《120 BPM》 ( 프랑스)
  - 《극장판 마법소녀 마도카 마기카: 반역의 이야기》 ( 일본)
  - 《매드 맥스: 로드 워》 ( 미국)
  - 《스나이퍼》 ( 미국)
  - 《쓰리 빌보드》 ( 미국)
  - 《악의 도시》 ( 미국)
  - 《원 나잇 리멤버》 ( 미국)
  - 《크레이지 인 러브》 ( 프랑스)
  - 《토이 가디언즈》 ( 중국)
  - 《판타스틱 부니베어》 ( 중국)
- 21일
  - 《선셋 파크》 ( 미국)
  - 《퍼시픽 림: 업라이징》 ( 미국)
- 22일
  - 《더 미드와이프》 ( 프랑스)
  - 《도시괴담》 ( 프랑스)
  - 《러블리 마드리드》 ( 스페인)
  - 《블루라인》 ( 캐나다)
  - 《새디스트》 ( 영국)
  - 《소림사: 전설의 고수》 ( 중국)
  - 《알 카포네 스카페이스의 전설》 ( 미국)
  - 《영웅본색4》 ( 중국)
  - 《콜 미 바이 유어 네임》 (    이탈리아·프랑스·브라질·미국)
- 28일
  - 《레디 플레이어 원》 ( 미국)
  - 《레전드 워리어》 ( 미국)
  - 《막달라 마리아: 부활의 증인》 ( 영국)
  - 《해피 어게인》 ( 미국)
- 29일
  - 《더 월》 (  노르웨이·아일랜드)
  - 《밤은 짧아 걸어 아가씨야》 ( 일본)
  - 《섹스 후, 5일간의 여행》 ( 미국)
  - 《완전범죄: 키드냅》 ( 캐나다)
- 30일
  - 《엑소시스트: 사탄의 부활》 ( 미국)
  - 《프렌치 커넥션: 마약수사》 ( 미국)
- 31일
  - 《드래곤 기사단》 ( 영국)

4월
- 2일
  - 《언더 워터 샤크》 ( 미국)
- 4일
  - 《레이디 버드》 ( 미국)
- 5일
  - 《내일》 ( 프랑스)
  - 《무간지옥》 ( 필리핀)
  - 《문호 스트레이독스》 ( 일본)
  - 《바디 컬렉션》 ( 미국)
  - 《바람의 색》 ( 일본)
  - 《부라더 2018》 ( 미국)
  - 《슬랙 베어: 바닷가 마을의 비밀》 ( 프랑스)
  - 《일주일 그리고 하루》 ( 이스라엘)
  - 《킬러 도너츠》 ( 미국)
  - 《헬버스》 ( 미국)
- 6일
  - 《선생님!... 좋아해도 될까요?》 ( 일본)
- 9일
  - 《E-19 바이러스》 ( 미국)
  - 《문트랩: 타겟 어스》 ( 미국)
- 10일
  - 《지상최대전투: 갈리폴리》 ( 튀르키예)
- 12일
  - 《극장판 프리! - 테이크 유어 마크 -》 ( 일본)
  - 《극장판 프리! - 타임리스 메들리 - 인연》 ( 일본)
  - 《극장판 프리! - 타임리스 메들리 - 약속》 ( 일본)
  - 《내 이야기!!》 ( 일본)
  - 《달링》 ( 영국)
  - 《델 플라야》 ( 미국)
  - 《램페이지》 ( 미국)
  - 《맨 오브 마스크》 ( 프랑스)
  - 《스파키》 ( 캐나다)
  - 《콰이어트 플레이스》 ( 미국)
- 13일
  - 《데드 스토리》 ( 미국)
  - 《심판자들》 ( 미국)
- 16일
  - 《스페셜 포스: 화이트 마운틴》 ( 튀르키예)
- 19일
  - 《그녀의 인생은 잘못이 없어》 ( 일본)
  - 《극장판 뚝딱뚝딱 밥아저씨: 메가 머신의 역습》 ( 영국)
  - 《몬태나》 ( 미국)
  - 《무곡》 ( 일본)
  - 《무법자》 ( 미국)
  - 《블리딩 스틸》 ( 중국)
  - 《샤오린: 3인의 고수》 ( 중국)
  - 《삼손》 ( 미국)
  - 《애프터매스》 ( 미국)
  - 《완벽한 섹스의 발견》 ( 미국)
  - 《용의자 X적헌신》 ( 중국)
  - 《정글번치: 최강 악당의 등장》 ( 프랑스)
  - 《콜럼버스》 ( 미국)
  - 《크리미널 스쿼드》 ( 미국)
  - 《판타스틱 우먼》 ( 칠레)
  - 《한낮의 유성》 ( 일본)
- 23일
  - 《사이클로트론》 ( 캐나다)
  - 《지구침공: 인류 최후의 날》 ( 미국)
- 24일
  - 《블러드 골드》 ( 캐나다)
- 25일
  - 《당갈》 ( 인도)
  - 《아기곰 보보 구출 대작전》 ( 노르웨이)
  - 《어벤저스 인피니티 워》 ( 미국)
- 26일
  - 《레오나르도 다 빈치》 ( 이탈리아)
  - 《렛 더 선샤인 인》 ( 프랑스)
  - 《리브 어게인》 ( 미국)
  - 《배틀트립 투 그리스》 ( 프랑스)
  - 《블러디》 ( 미국)
  - 《실종: 비밀의 소녀》 ( 노르웨이)
- 30일
  - 《시크릿 파트너스》 ( 미국)

5월
- 1일
  - 《어쌔신: 닌자걸》 ( 미국)
- 2일
  - 《익스트림 파이트 클럽》 ( 미국)
- 3일
  - 《굿 매너스》 ( 브라질)
  - 《매직빈》 ( 중국)
  - 《부르고뉴, 와인에서 찾은 인생》 ( 프랑스)
  - 《슬레이브워》 ( 아랍에미리트)
  - 《얼리맨》 ( 영국)
  - 《열다섯의 순수》 ( 일본)
  - 《원더스 트럭》 ( 미국)
  - 《커다랗고 커다랗고 커다란 배》 ( 덴마크)
  - 《투모로우 샤크》 ( 미국)
  - 《헤이데이》 ( 미국)
- 4일
  - 《샷 콜러》 ( 미국)
- 8일
  - 《레지던트 데블》 ( 미국)
  - 《에일리어네이트》 ( 미국)
- 9일
  - 《작적: 사라진 왕조의 비밀》 ( 중국)
  - 《행복의 알리바이: 사진》 ( 일본)
- 10일
  - 《루비 스팍스》 ( 미국)
  - 《보리 vs 매켄로》 ( 스웨덴·덴마크·핀란드)
  - 《씨 오브 트리스》 ( 미국)
  - 《에델과 어니스트》 ( 영국)
  - 《중2병이라도 사랑이 하고 싶어! 테이크 온 미》 ( 일본)
- 11일
  - 《스틸 리메인즈》 ( 미국)
  - 《휴매니티 뷰로우: 인류관리국》 ( 캐나다)
- 15일
  - 《도망자 2018》 ( 미국)
- 16일
  - 《걸스 스텝》 ( 일본)
  - 《데드풀 2》 ( 미국)
  - 《칼리 더 킬러》 ( 미국)
  - 《안녕, 나의 소녀》 ( 대만)
  - 《피터 래빗》 ( 미국·영국·호주)
- 17일
  - 《다이노 헌터: 티렉스 VS 파키리노 대격돌》 ( 영국)
  - 《마징가 Z: 인피니티》 ( 일본)
  - 《사일런트 워》 ( 오스트리아)
  - 《트립 투 스페인》 ( 영국)
  - 《청년 마르크스》 ( 프랑스·독일·벨기에)
- 22일
  - 《트루스 오어 데어》 ( 미국)
- 23일
  - 《건 샤이》 ( 미국)
  - 《보물이 사라졌다》 ( 영국)
- 24일
  - 《바라나시》 ( 인도)
  - 《영혼의 순례길》 ( 중국)
  - 《서유기 2017: 손오공 대 요괴 백골정》 ( 중국)
  - 《위 베어 베어스: 베이비 베어스》 ( 미국)
  - 《케이크메이커》 ( 독일)
  - 《한 솔로: 스타워즈 스토리》 ( 미국)
- 25일
  - 《딜레마》 ( 북마케도니아)
- 30일
  - 《꼬마영웅 바비》 ( 중국)
  - 《라스트 미션》 ( 미국)
  - 《라이크 크레이지》 ( 미국)
  - 《세라비, 이것이 인생!》 ( 프랑스)
  - 《스탠바이, 웬디》 ( 미국)
- 31일
  - 《극장판 페어리 테일: 드래곤 크라이》 ( 일본)
  - 《디트로이트》 ( 미국)
  - 《미세스 하이드》 ( 프랑스)
  - 《산타모니카 인 러브》 ( 미국)
  - 《정글》 ( 오스트레일리아)
  - 《제한 구역》 ( 브라질)

6월
- 1일
  - 《더 머니》 ( 미국)
- 6일
  - 《극장판 포켓몬스터DP - 디아루가 VS 펄기아 VS 다크라이》 ( 일본)
  - 《벅스 프렌즈》 ( 중국)
  - 《아이 필 프리티》 ( 미국)
  - 《쥬라기 월드: 폴른 킹덤》 ( 미국)
  - 《호비와 매직 아일랜드》 ( 일본)
- 7일
  - 《라스트 맨: 지구를 마지막으로 본 남자》 ( 아르헨티나)
  - 《밤쉘》 ( 미국)
  - 《에너미라인 1994 대전투》 ( 영국)
  - 《엔테베 작전》 ( 미국)
  - 《유전》 ( 미국)
  - 《저주의 시작》 ( 미국)
  - 《제로 아워 킬러》 ( 베네수엘라)
- 13일
  - 《기동전사 건담 디 오리진 V: 격돌 루움 전투》 ( 일본)
  - 《기동전사 건담 디 오리진 VI: 탄생 붉은 혜성》 ( 일본)
  - 《오션스8》 ( 미국)
  - 《토니 스토리2: 고철왕국의 친구들》 ( 독일)
- 14일
  - 《2025 지구전쟁: 얼리전스 오브 파워》 ( 미국)
  - 《라 멜로디》 ( 프랑스)
  - 《류이치 사카모토: 코다》 ( 일본)
  - 《바르다가 사랑한 얼굴들》 ( 프랑스)
  - 《소림사: 최후의 대결》 ( 중국)
  - 《초능력자 2018: 염력》 ( 미국)
- 15일
  - 《디 아이즈》 ( 미국)
- 19일
  - 《로보트캅: 기계들의 반란》 ( 미국)
  - 《윈터스 워: 스노우 퀸》 ( 미국)
  - 《프레데터 2018》 ( 미국)
- 21일
  - 《개들의 섬》 ( 미국)
  - 《메이플쏘프》 ( 미국)
  - 《미드나잇 선》 ( 미국)
  - 《배틀필드:카르발라 전투》 ( 폴란드)
  - 《식물도감》 ( 일본)
  - 《아이캔 온리 이매진》 ( 미국)
  - 《아일라》 ( 튀르키예)
  - 《아직 끝나지 않았다》 ( 프랑스)
  - 《유니콘 원정대: 비밀의 다이어리》 ( 인도)
  - 《이름없는 새》 ( 프랑스)
  - 《파라독스》 ( 홍콩)
- 23일
  - 《루킹 글라스》 ( 미국)
- 25일
  - 《한밤의 황당한 저주》 ( 미국)
- 26일
  - 《파라노말 2018》 ( 미국)
- 27일
  - 《라이즈 오브 더 풋솔져 3》 ( 영국)
  - 《리틀 맨하탄》 ( 미국)
  - 《빅샤크: 매직체인지》 ( 중국)
  - 《시카리오: 데이 오브 솔다도》 ( 미국)
  - 《블러드 뱀파이어》 ( 미국)
  - 《제니퍼 그레이슨 실종 사건》 ( 미국)
- 28일
  - 《거룩한 분노》 ( 스위스)
  - 《네베스타: 유령신부》 ( 러시아)
  - 《라이프 필스 굿》 ( 폴란드)
  - 《바이킹: 왕자의 게임》 ( 러시아)
  - 《스틸 더 머니: 314 비밀금고》 ( 스페인)
  - 《오 루시!》 ( 미국)
  - 《황제의 검신》 ( 중국)
- 30일
  - 《둠스데이 2018》 ( 영국)

7월
8월

## 영화인
부고
- 1월 17일 - 잉글랜드의 배우 사이먼 셸턴
- 1월 19일 - 미국의 배우 도러시 멀론
- 1월 30일 - 미국의 배우 마크 샐링
- 2월 4일 - 미국의 배우 존 머호니
- 2월 21일 - 일본의 영화배우 오오스기 렌
  - 잉글랜드의 배우 에마 체임버스
- 3월 27일 - 프랑스의 배우 스테판 오드랑
- 4월 13일 - 미국의 영화감독 밀로스 포만
- 4월 15일 - 미국의 배우 로널드 리 어메이
- 4월 21일 - 미국의 배우 번 트로이어
- 4월 25일 - 잉글랜드의 영화 감독 마이클 앤더슨
- 5월 6일 - 이탈리아의 영화 감독 에르마노 올미
- 5월 13일 - 미국의 배우 마곳 키더
- 5월 21일 - 이탈리아의 영화 배우 안나 마리아 페레로
- 6월 6일 - 우크라이나의 영화감독 키라 무라토바
- 8월 4일 - 일본의 배우 츠가와 마사히코
- 8월 5일 - 미국의 배우 샬럿 레이
- 8월 21일 - 아이슬란드의 배우 스테바운 카를 스테바운손
- 9월 6일 - 미국의 배우 버트 레이놀즈
- 9월 15일 - 일본의 배우 키키 키린
- 10월 6일 - 미국의 배우 스콧 윌슨
- 10월 14일 - 세르비아의 배우 밀레나 드라비치
- 10월 20일 - 중화민국의 배우 웨화

## 같이 보기
- 2018년 대한민국의 영화
- 2018년 일본의 영화